# Halliste
Halliste è un ex comune dell'Estonia situato nella contea di Viljandimaa, nell'Estonia meridionale. Classificato come comune rurale, il centro amministrativo era l'omonimo borgo (in estone alevik).
Il 24 ottobre 2017 è confluito, insieme ad Abja, Karksi e Mõisaküla, nel nuovo comune di Mulgi.

## Località
Oltre al capoluogo, il centro abitato comprende un altro borgo, Õisu, e 23 località (in estone küla).
Ereste - Hõbemäe - Kaarli - Kalvre - Kulla - Maru - Mõõnaste - Mulgi - Naistevalla - Niguli - Päidre - Päigiste - Pornuse - Raja - Rimmu - Saksaküla - Sammaste - Tilla - Toosi - Ülemõisa - Uue-Kariste - Vabamatsi - Vana-Kariste